# Disney Legends

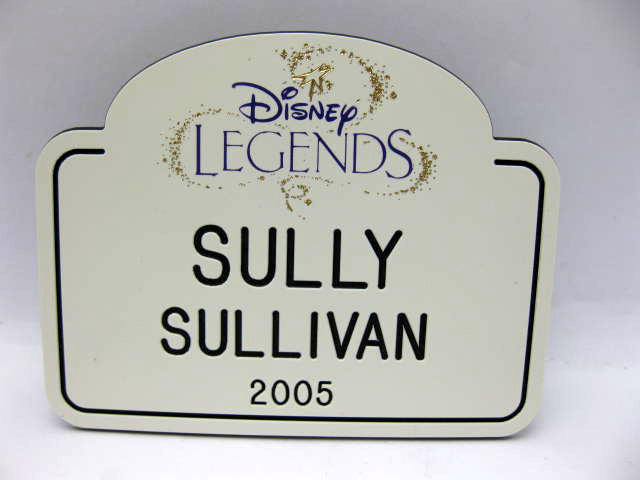
Het naamplaatje dat aan Disney Legends is gegeven.

De Disney Legends-prijs is een Hall of Fame-programma dat personen erkent die een buitengewone en integrale bijdrage hebben geleverd aan The Walt Disney Company. Opgericht in 1987, werd de eer traditioneel jaarlijks uitgereikt tijdens een speciale privéceremonie; sinds 2009 is het tweejaarlijks uitgereikt tijdens Disney's D23 Expo.

## Criteria
De ontvangers worden gekozen door een selectiecommissie, voorheen benoemd en voorgezeten door Disney Legend Roy Edward Disney, de neef van Walt Disney, voormalig vice-voorzitter en emeritus directeur van The Walt Disney Company. De commissie bestaat uit oude Disney-executives, historici en andere autoriteiten. Naast het prijsbeeldje zelf, wordt elke geëerde vertegenwoordigd door een bronzen gedenkplaat met de handafdrukken en handtekening van de ontvangers als ze in leven waren toen ze werden ingewijd, of gewoon een afbeelding van het embleem van het beeldje als de inductie postuum was. De plaquettes worden tentoongesteld in Legends Plaza in de Walt Disney Studios in Burbank, Californië, tegenover het Michael D. Eisner-gebouw. Legends ontvangen ook een Disney Golden Pass, een levenslange pas voor alle Disney-pretparken.

## De prijs
Het beeldje van de Disney Legends-prijs.
Imagineer Andrea Favilli creëerde de Disney Legends-prijs, die elk jaar met de hand wordt gemaakt van brons. De prijs toont de arm van Mickey Mouse die een toverstok met een ster vasthoudt.
Disney beschrijft de prijs als volgt:
De Disney Legends-prijs heeft drie verschillende elementen die kenmerkend zijn voor de bijdragen van elke getalenteerde ontvanger.
De spiraal  ... staat voor verbeelding, de kracht van een idee.
De hand ... bezit de gaven van vaardigheid, discipline en vakmanschap.
De toverstaf en de ster ... vertegenwoordigen magie: de vonk die wordt ontstoken wanneer verbeeldingskracht en vaardigheid worden gecombineerd om een nieuwe droom te creëren.
De eerste Disney Legends-commissie bestond uit Dave Smith; Arlene Ludwig; Marty Sklar, Randy Helder; Jack Lindquist; Sharon Harwood; Kunst Levitt; Shelley-mijlen; Paula Sigman; Doris Smit; en Stacia Martin.